# 趙呈烜
趙呈烜（？—？）為中國清朝武官官員，本籍陝西，安定人。原南明將領出身的趙呈烜於1706年（康熙45年）奉旨接替王三元，於台灣地區擔任澎湖水師協副將。而隸屬台灣鎮之下的此官職職等為正二品，是台灣清治時期的這階段，扼守台灣海峽的重要武將，並統帥兩標水營，數千名水師兵勇。
| 前任： 王三元 | 澎湖水師協副將 1706年上任 | 繼任： 葉國鼎 |